# Kostelec nad Orlicí
Kostelec nad Orlicí (deutsch: Adlerkosteletz) ist eine Stadt im Okres Rychnov nad Kněžnou in Tschechien. 

## Geographie
Die Stadt liegt sieben Kilometer südwestlich von Rychnov nad Kněžnou (Reichenau an der Knieschna) im Tal der Wilden Adler und gehört zum Vorland des Adlergebirges.  Nördlich von Kostelec fließt der Bach Štědrý potok, nordwestlich befindet sich der Zusammenfluss von Kněžná und Bělá.
Aufgrund ihrer malerischen Lage ist die Stadt ein  Erholungs- und Ausflugsziel.
Nachbarorte sind Lupenice im Norden, Rychnov nad Kněžnou und Popluží im Nordosten, Vamberk und Doudleby nad Orlicí im Osten, Suchá Rybná und Kozodry im Süden und Častolovice im Westen.

## Geschichte

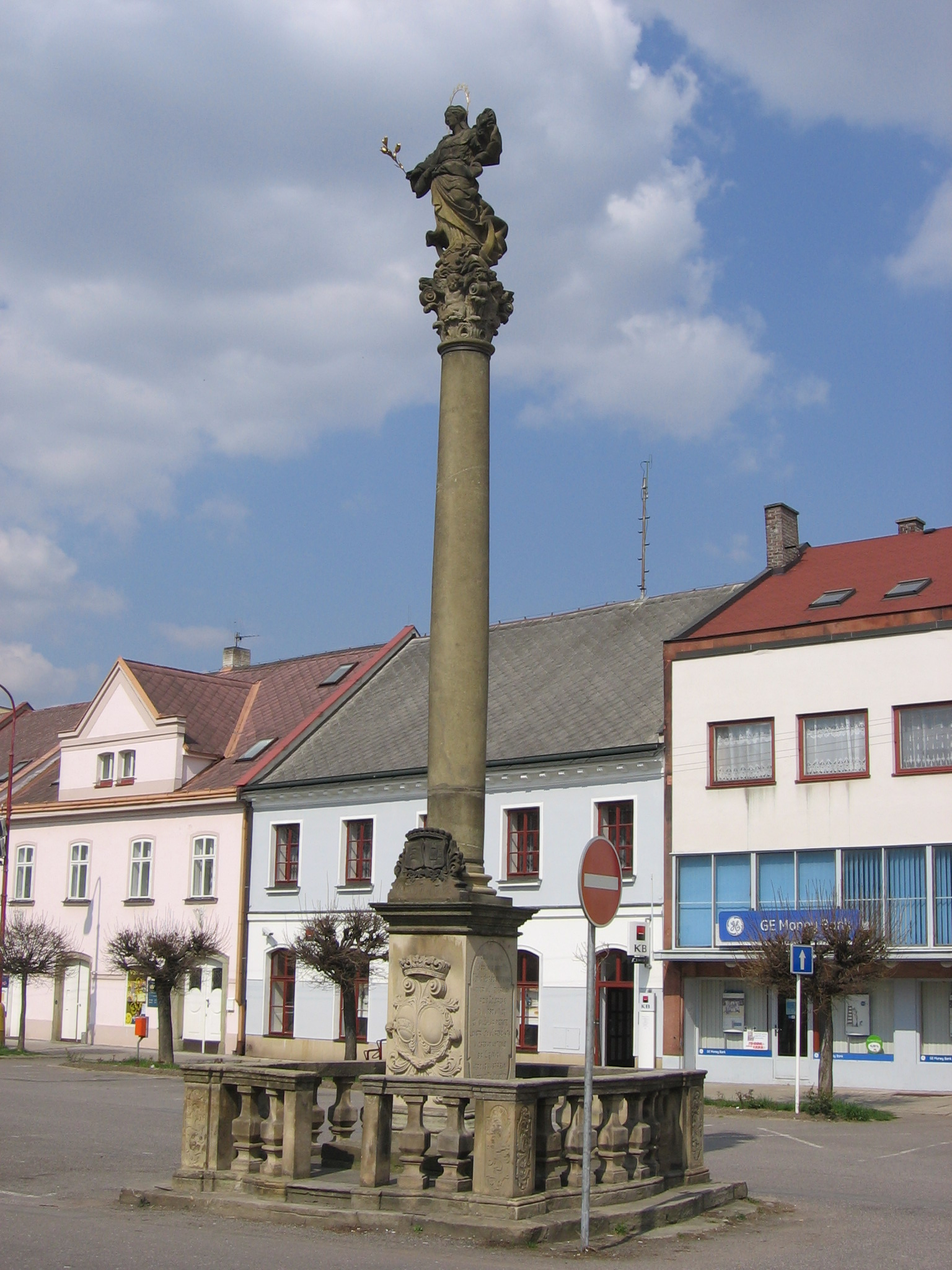
Mariensäule

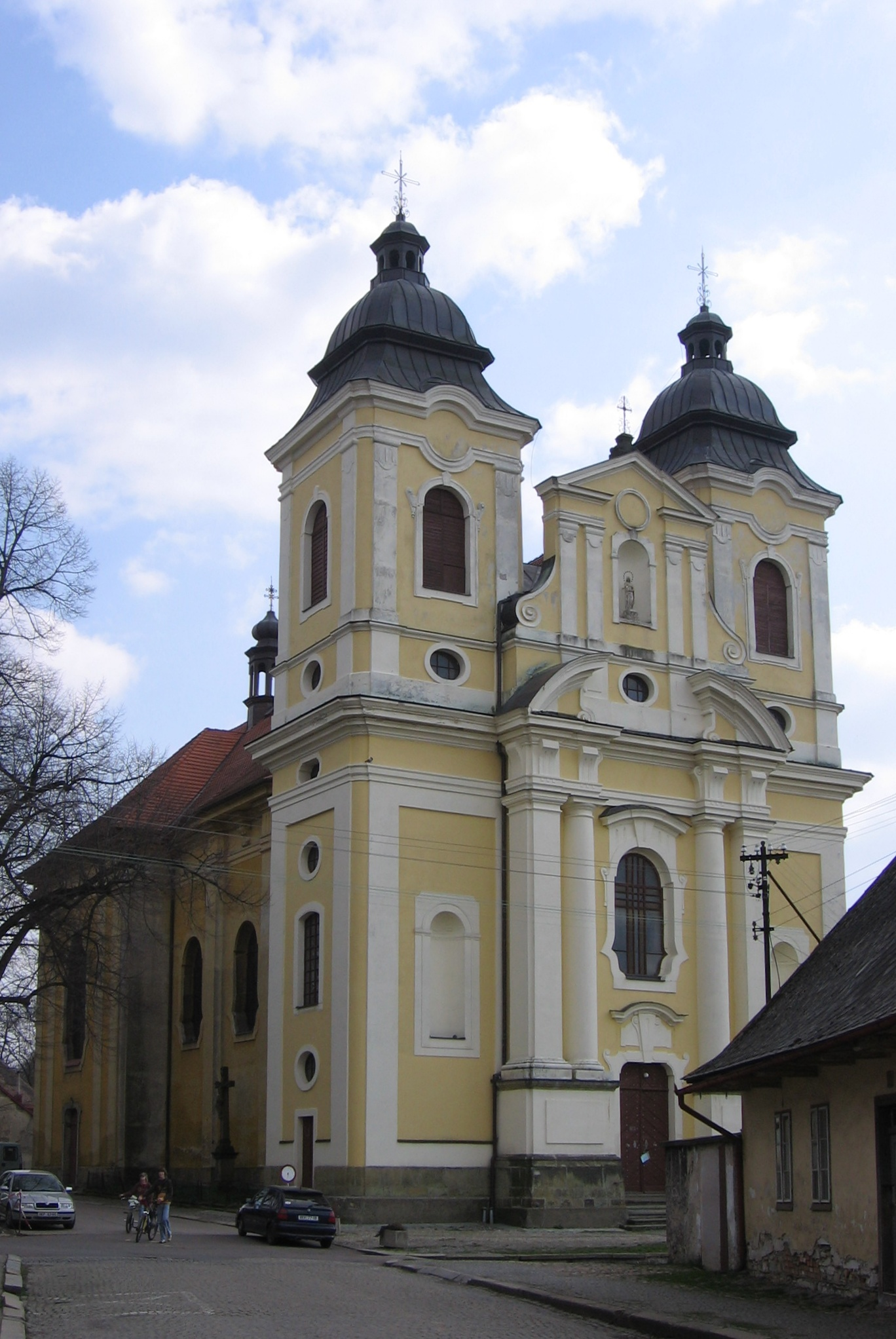
Kirche St. Georg

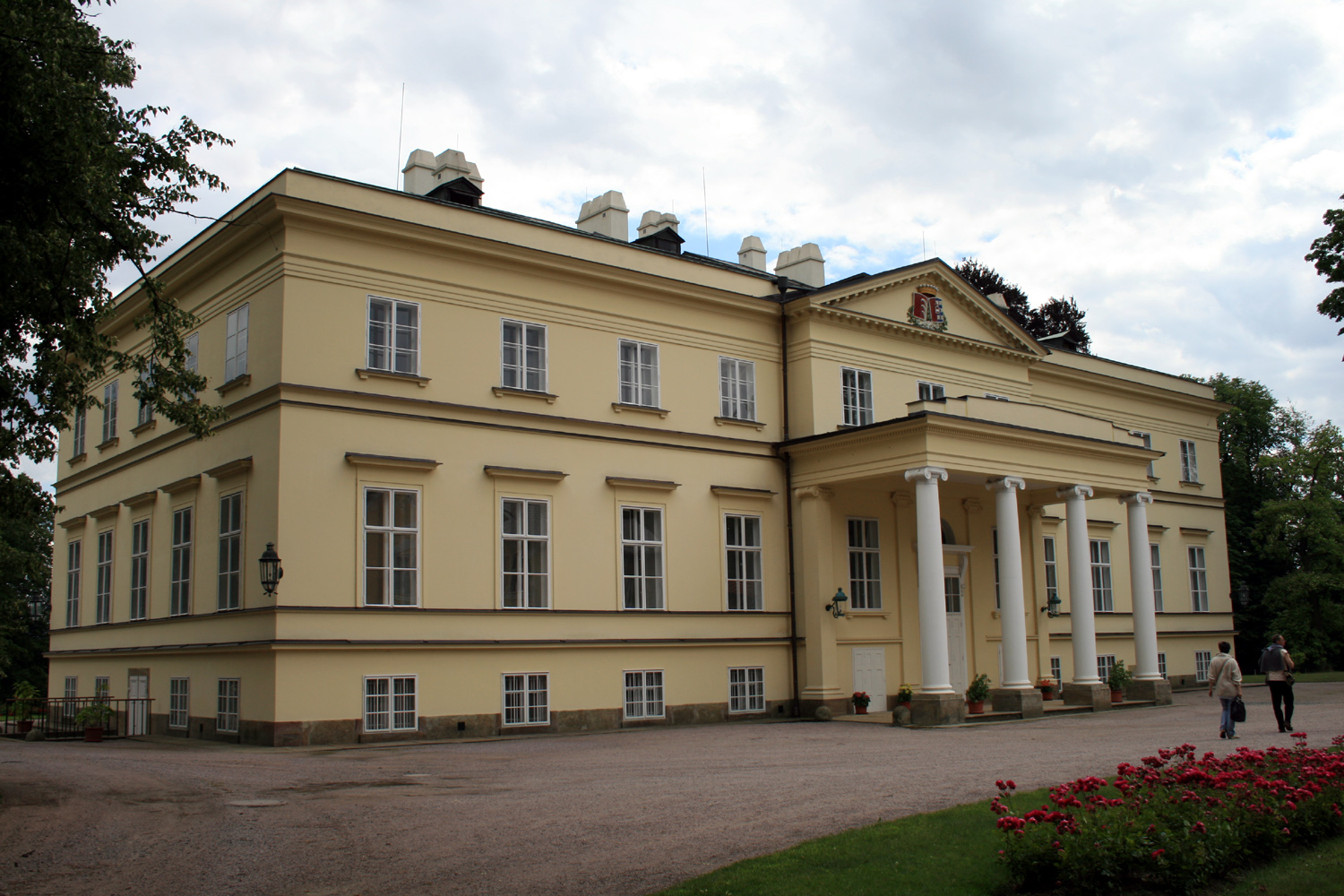
Neues Schloss

Kostelec nad Orlicí wurde erstmals 1303 erwähnt und gehörte bis 1746 zur Herrschaft Pottenstein. Für 1358 ist es als Marktort, für 1568 als Stadt belegt. Um diese Zeit erlangte es mit der Tuchherstellung einen wirtschaftlichen Aufschwung. Im Zuge der Reformation wurde die Stadt zu einem bedeutenden Zentrum der Böhmischen Brüder. Diese errichteten von 1580 bis 1586 eine Kirche, die ab 1620 als katholisches Gotteshaus diente und dem heiligen Wenzel geweiht wurde.
1668 errichtete der damalige Besitzer der Herrschaft Pottenstein, Wenzel Zaruba von Hustířan, an der Stelle einer östlich des Stadtzentrums liegenden Festung ein Schloss, das später als Altes Schloss bezeichnet wurde. 1746 wurde Kostelec aus der Herrschaft Pottenstein gelöst und 1796 durch den Grafen Harbuval de Chamaré an den Grafen Josef Kinsky (1751–1798) aus der Chotzener Linie der Adelsfamilie Kinsky verkauft. Dessen gleichnamiger Enkel Josef (1806–1862) erbaute am westlichen Stadtrand von 1829 bis 1835 ein Schloss im Empirestil, das der Familie Kinsky bis 1945 als Wohnsitz diente. Nach der Enteignung wurde es zunächst teilweise für Laborräume genutzt und später dem Verfall preisgegeben. Nach der Samtenen Revolution wurde es 1997 an die Familie Kinsky zurückgegeben.
Im Jahr 2014 wurde František Kinský, der gegenwärtige Eigentümer des vollständig restaurierten Schlosses, zum Bürgermeister der Stadt Kostelec nad Orlicí gewählt.
Die Einwohnerentwicklung von Kostelec nahm kontinuierlich zu. Zur Zeit des Dreißigjährigen Krieges betrug sie rund 1000, 1836 waren es 2565, 1890 3793, 1900 rund 5000 und 1937 5639 Einwohner.

## Sehenswürdigkeiten
- Rathaus von 1574
- Mariensäule und Brunnen am Marktplatz
- St.-Wenzel-Kirche von 1580–1586
- Friedhofskapelle St. Anna, 1686–1691 frühbarock umgebaut
- Pfarrkirche St. Georg, errichtet 1769–1773 nach Plänen von Franz Kermer im Stil des Barock
- Mehrere Bildstöcke aus dem 17. bis 19. Jahrhundert
- Das Alte Schloss östlich des Stadtzentrums wurde 1668 durch Wenzel Zaruba von Hustířan errichtet und nach einem Brand 1777 durch die Grafen Kinsky umgebaut.
- Das Neue Schloss wurde von 1829 bis 1835 nach Plänen des Wiener Architekten Heinrich Koch im Empirestil erbaut und mit einem weiten Englischen Park mit seltenem Baumbestand umgeben.

## Ortsteile
Zur Gemeinde Kostelec nad Orlici gehören die Ortsteile
- Kostelec nad Orlicí (Adlerkosteletz)
- Koryta (Mulden)
- Kostelecká Lhota (Lhota bei Adlerkosteletz)
- Kozodry (Ziegenhain)

## Verkehr
Es liegt an der Hauptstraße (Silnice I/11) von Hradec Králové nach Žamberk und verfügt über einen Eisenbahnanschluss an der Strecke Hradec Králové – Doudleby nad Orlicí.

## Partnerstädte
- Myjava, Slowakei
- Triebes, Deutschland
- Vale Royal, Großbritannien

## Persönlichkeiten

### Söhne und Töchter der Stadt
- František Ignác Tůma (1704–1774), Komponist, Kapellmeister der Grafen Kinsky
- Karel Feierabend (1861–1945), tschechoslowakischer Hochschullehrer, Gegner des Nationalsozialismus und der älteste Häftling im KZ Dachau
- Egon Ledeč (1889–1944), tschechoslowakischer Violinist und Komponist
- Ladislav Karel Feierabend (1891–1969), Politiker
- Friedrich Wilhelm König (1897–1972), österreichischer Altorientalist
- Richard Doležal (1921–2005), deutscher Verfahrens- und Kraftwerkstechniker

### Im Ort lebten und wirkten
- František Albert (1856–1923), Arzt, Erzähler, Journalist und Übersetzer
- Josef Korbel (1909–1977), Diplomat
- Tomáš Pešina z Čechorodu (1629–1680), Historiker und Schriftsteller